# Elektrická jednotka 480
Elektrická jednotka řady 480 je české registrační označení pětidílné soupravy Stadler FLIRT. Pět těchto souprav zakoupil český železniční dopravce LEO Express, který je od října 2012 provozuje na tratích Praha–Ostrava–Bohumín–Karviná a na zahraničních linkách Praha–Ostrava–Bohumín–Krakov, Praha–Ostrava–Bohumín–Čadca–Košice.

## Dodávky

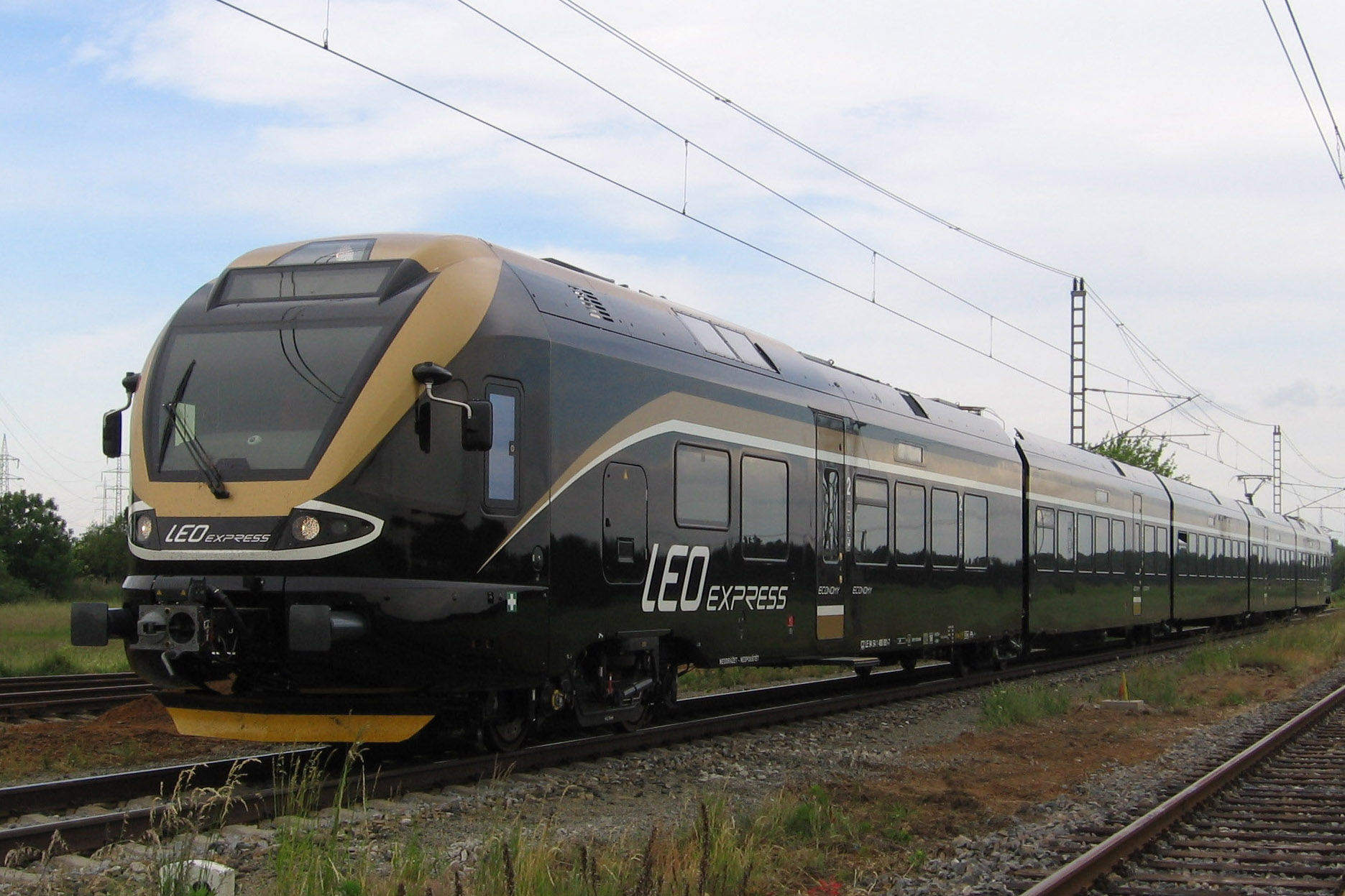
Jednotka 480.001 na zkušebním okruhu v Cerhenicích

Již v říjnu 2010 bylo oznámeno, že LEO Express uzavřela smlouvu o nákupu 5 elektrických vlakových jednotek Stadler FLIRT v modifikaci InterCity od švýcarské společnosti Stadler, určených pro trasu Praha – Ostrava.
První jednotka měla být dodána v březnu 2012, do prosince 2012 všechny, v tomto mezidobí ještě proběhlo měření elektromagnetické kompatibility, jinak je typ již pro provoz v České republice schválen. Soupravy se vyráběly v Maďarsku a v Polsku, vlastní výroba začala na jaře 2011. Důraz byl kladen na vybavení interiéru, ten měl mít více než dvě třídy a internetové připojení. Vlaky mají mít černý nátěr se zlatobílými podélnými pruhy.
Celková cena těchto pěti souprav je přes 1,5 miliardy korun. Na sedačku připadá 1,26 milionu korun, zatímco v pendolinu řady 680 Českých drah 1,9 milionu. Akvizice byla financována přes Credit Suisse, která uspěla v soutěži kvůli nižším úrokům, návratnost měla být mezi sedmi a deseti lety.
První z pětice jednotek Stadler FLIRT smontovaných v polských Siedlcích s označením 480.001-7 převzal LEO Express na začátku února 2012. Českým Drážním úřadem byla těmto soupravám přidělena řada 480. První jednotka s českým označením 480.001 dorazila do Česka 22. května 2012 a 24. května 2012 ji dopravce na zkušebním okruhu Cerhenice představil veřejnosti.
18. května 2012 oznámil dopravce převzetí druhé soupravy.
12. října 2012 byl zahájen zkušební provoz již na běžné trati, po povolení drážního úřadu.

## Technické parametry a výbava
Soupravy mají 90 % podlahy vozu ve výšce nástupiště. Oproti zahraniční verzi soupravy má jednotka pouze užší jednokřídlé dveře a třetí vůz vstupní dveře nemá.
Celá pětivozová souprava je vybavena pouze třemi toaletami, z toho jedna je vybavena pro užívání vozíčkáři a též přebalovacím pultem pro kojence. Mají uzavřený systém splachování. Interiér je klimatizovaný.
Čtyři vozy soupravy jsou zařazeny do ekonomické třídy, v těchto vozech je 212 látkou potažených sedadel Borcad Comfort (z toho 4 sklopná), většinou v uspořádání 2 + 2, 2 místa pro invalidní vozíky se sedadly pro doprovod a 5 míst pro kočárky. Původně se uvažovalo o sedadlech otočných po směru jízdy, jaké má norská verze soupravy, ale v rámci úspor byla zvolena sedadla pevně montovaná do boku skříně vlaku, což umožní též levný strojní úklid. Sedačky jsou široké 45 cm a rozteč sedaček je 92 cm, jsou doplněny sklopnou opěrkou pro nohy. Výrobcem sedadel je firma BORCAD cz s.r.o. z Fryčovic. Sklopné stolečky mají vylisované rámečky pro notebook a jsou vybaveny sklopnými opěrkami pro ruce a elektrickými zásuvkami. Dvojsedadla mají tři područky široké 50 mm. Menší část sedadel je uspořádána do čtveřic, kde místo sklopných stolečků je rozkládací stolek uprostřed.
První vůz soupravy nabízí třídu business s 19 polohovatelnými sedadly varianty Borcad Comfort s koženým potahem, převážně v uspořádání 2 + 1, o rozteči 1025 milimetrů, šířce 500 mm, výšce 1240 mm a hloubce 482 milimetrů. Každé sedadlo má obě područky široké 80 mm, a další doplňky. Třída premium je vybavena 6 elektricky nastavitelnými sedadly Borcad Excellent s polohovatenou bederní opěrkou, s hlavovými polštářky čalouněnými měkkou kůží, a s čtecími lampičkami, bočním sklopným stolkem a výklopnou podnožní opěrkou.
Infrastrukturu pro informační systém a internet v soupravách dodává společnost Nomad Digital. Systém má zprostředkovávat aktuální informace o jízdě vlaku, objednávky i elektronické platby palubních služeb. Antény centrálního vysílacího a přijímacího zařízení v prostředním vagonu přijímají pro připojení k internetu kombinovaně signál GSM, UMTS, CDMA a LTE, na centrální jednotku jsou ethernetem napojeny wi-fi antény ve všech vozech soupravy.
Soupravy mají korporátní černý nátěr se zlatým pruhem.